# Elektromagnetický snímač
Elektromagnetický snímač slouží k převodu kmitů struny nebo jiné části hudebního nástroje na elektrické kmity, které se následně zpracovávají a zesilují. Nejčastěji se používají v elektrických kytarách.
Elektromagnetické snímače jsou cívky s magnetickým jádrem, v jejíž magnetickém poli kmitá nejčastěji struna. Vlivem kmitajících strun se v cívce indukuje elektrické napětí. Vzniklý slabý elektrický signál je dále přenášen k zesilovači, kde se zesiluje. Mimo žádoucí signál se však také ve snímači indukuje rušivé napětí vlivem změn jiných elektromagnetických polí v okolí cívky. To se projevuje nežádoucím zvukem, tzv. brumem.
Vlastnosti snímače závisejí na jeho konstrukci, kvalitě a způsobu vinutí cívky i použitých magnetických materiálech. Magnetické materiály používané pro jádra cívek snímačů jsou buď slitiny železa, hliníku, niklu a kobaltu (AlNiCo) nebo ferit. Pro dosažení rovnoměrného magnetického pole mají snímače magnety pro každou strunu.
Elektromagnetické snímače se objevily ve dvacátých letech minulého století. Za jejich vynálezem stojí losangeleský kytarista George Beauchamp.

## Jednocívkový snímač
Prvním typem snímačů je jednocívkový snímač (single coil), který snímá kmity struny v celém frekvenčním rozsahu, výstupní signál však obsahuje i nežádoucí brum. Tento typ snímače je oblíbený pro čisté výšky a přirozený charakter zvuku.

## Dvojcívkový snímač
Pro omezení brumu byl vytvořen druhý typ snímačů, tzv. humbucker. Snímač je tvořen dvěma stejnými cívkami na společném jádře, zapojenými proti sobě, tedy s opačnou polaritou. Magnetická pole vzdálených zdrojů, způsobující brum, přicházejí na obě cívky ve stejné fázi a vzájemně se vyruší. Změny magnetického pole, vznikající chvěním strun v blízkosti snímače, naopak vytvářejí užitečný signál. Vzhledem k tomu, že humbuckery mají oproti single-coil větší počet cívek, jejich výstupní signál je (při stejném počtu závitů na cívku) silnější. Frekvenčně mají plný tón, hlavně ve středech a basech, výšky jsou oproti jednocívkovým snímačům omezené.

## Další typy
Existují i další typy snímačů - například tzv. minihumbucker - humbucker ve tvaru single coil snímače, nebo quad rail, což jsou v podstatě dva minihumbuckery. Quad rail produkuje silnější a zkreslenější tón než běžné snímače.